# Gran Premi del Canadà del 1977
Resultats del Gran Premi del Canadà de Fórmula 1 de la temporada 1977, disputat al circuit urbà de Mosport el 9 d'octubre del 1977.

## Resultats de la cursa
| Pos | No | Pilot                 | Equip                | Voltes | Temps/ Retir.          | Pos. de sort. | Punts |
| --- | -- | --------------------- | -------------------- | ------ | ---------------------- | ------------- | ----- |
| 1   | 20 | Jody Scheckter        | Wolf - Ford          | 80     | 1h 40' 00. 0           | 9             | 9     |
| 2   | 4  | Patrick Depailler     | Tyrrell - Ford       | 80     | + 6.77 s               | 6             | 6     |
| 3   | 2  | Jochen Mass           | McLaren - Ford       | 80     | + 15.76 s              | 5             | 4     |
| 4   | 17 | Alan Jones            | Shadow - Ford        | 80     | + 46.69 s              | 7             | 3     |
| 5   | 23 | Patrick Tambay        | Ensign - Ford        | 80     | + 1' 03.26 min.        | 16            | 2     |
| 6   | 19 | Vittorio Brambilla    | Surtees - Ford       | 78     | Accident               | 15            | 1     |
| 7   | 14 | Danny Ongais          | Penske - Ford        | 78     | + 2 Voltes             | 22            |       |
| 8   | 9  | Alex Ribeiro          | March - Ford         | 78     | + 2 Voltes             | 23            |       |
| 9   | 5  | Mario Andretti        | Lotus - Ford         | 77     | Motor                  | 1             |       |
| 10  | 16 | Riccardo Patrese      | Shadow - Ford        | 76     | Virolla                | 8             |       |
| 11  | 30 | Brett Lunger          | McLaren - Ford       | 76     | Motor                  | 20            |       |
| 12  | 21 | Gilles Villeneuve     | Ferrari              | 76     | Transmissió            | 17            |       |
| Ret | 1  | James Hunt            | McLaren - Ford       | 61     | Accident               | 2             |       |
| Ret | 27 | Patrick Nève          | March - Ford         | 56     | Motor                  | 21            |       |
| Ret | 3  | Ronnie Peterson       | Tyrrell - Ford       | 34     | Pèrdua de combustible  | 3             |       |
| Ret | 24 | Rupert Keegan         | Hesketh - Ford       | 32     | Accident               | 25            |       |
| Ret | 18 | Hans Binder           | Surtees - Ford       | 31     | Accident               | 24            |       |
| Ret | 10 | Ian Scheckter         | March - Ford         | 29     | Motor                  | 18            |       |
| Ret | 28 | Emerson Fittipaldi    | Fittipaldi - Ford    | 29     | Motor                  | 19            |       |
| Ret | 12 | Carlos Reutemann      | Ferrari              | 20     | Sistema de combustible | 12            |       |
| Ret | 8  | Hans Joachim Stuck    | Brabham - Alfa Romeo | 19     | Motor                  | 13            |       |
| Ret | 6  | Gunnar Nilsson        | Lotus - Ford         | 17     | Accident               | 4             |       |
| Ret | 26 | Jacques Laffite       | Ligier - Matra       | 12     | Transmissió            | 11            |       |
| Ret | 7  | John Watson           | Brabham - Alfa Romeo | 1      | Suspensions            | 10            |       |
| Ret | 22 | Clay Regazzoni        | Ensign - Ford        | 0      | Accident               | 14            |       |
| NVS | 25 | Ian Ashley            | Hesketh - Ford       |        | Ferides                |               |       |
| NVQ | 15 | Jean-Pierre Jabouille | Renault              |        | No qualificat          |               |       |

## Altres
- Pole: Mario Andretti - 1' 11. 385

- Volta ràpida: Mario Andretti - 1' 13. 299 (a la volta 56)